# Коломбо, Джозеф
Джозеф Энтони «Джо» Коломбо-старший (16 июня 1923, Нью-Йорк, штат Нью-Йорк, США — 22 мая 1978, Ньюберг, там же) — американский криминальный деятель, босс мафиозной семьи Коломбо, одной из так называемых «Пяти семей» в Нью-Йорке. «Семья», основанная Джузеппе Профачи, стала наименоваться «семьёй Коломбо» сразу же после того, как Джозеф Коломбо принял все дела в свои руки. Был главным боссом Бруклина в период своего руководства «семьёй», известен также как основатель организации Итало-американская лига гражданских прав.

## Биография
Родился в семье Энтони Коломбо, мафиози итальянского происхождения, члена семьи Профачи. В 1938 году, во время одной из гангстерских войн, Энтони Коломбо скончался от остановки сердца . Джозеф два года учился в Нью-Утрехтской высшей школе, но затем бросил учёбу и поступил на службу в береговую охрану США, откуда был в 1945 году уволен, так как у него диагностировали невроз. Формально после этого Коломбо всю жизнь работал: десять лет числился грузчиком, шесть — продавцом в мясном магазине, в последние годы жизни был якобы агентом по недвижимости. При этом обладал относительно скромным домом в Бей-Ридже в Бруклине и пятиакровым жилищем в Блуминг-Грове

## Становление в «семье»
В мафии он оказался в 1950-е годы, присоединившись, как и когда-то его отец, к семье Профачи, где в скором времени завоевал авторитет и стал одним из ближайших соратников босса Джузеппе Профачи. В 1961 году он в этом качестве оказался в числе похищенных конкурентом Профачи, Джо Галло, который начал войну против бывшего босса. После смерти Профачи в 1962 году продолжил укрепление своих позиций в «семье». В 1964 году был избран её боссом, став самым молодым на тот момент главой «семьи» в истории пяти семейств. Он также стал первым главой нью-йоркской «семьи», рождённым на территории США.
В отличие от других мафиози середины XX века, не боялся прямого контакта с представителями правоохранительных органов. Например, когда его однажды вызвали по вопросу об убийстве одного из членов его банды, Коломбо появился без адвоката. На вопрос Альберта Сидмана (будущего главы детективов Нью-Йоркской полиции) в том духе, что не боится ли он отвечать без адвоката, Коломбо ответил: «Я первоклассный американский гражданин. У меня нет значка, который бы официально удостоверял, что я такой же хороший парень, как и вы, но я просто занимаюсь честным трудом, чтобы жить».
За всю свою жизнь он подвергался аресту лишь раз — в 1966 году на 30 суток за отказ давать показания суду о своих финансовых операциях. «Семья» Коломбо в период его руководства контролировала такие криминальные сферы бруклинской жизни, как ростовщичество, сбыт краденых вещей и угнанных автомобилей, нелегальные тотализаторы, связанные со скачками, но при этом владела и как минимум двадцатью легально действующими предприятиями.
23 апреля 1970 года его сын был арестован ФБР по обвинению в вымогательстве. Возмущённый этим, Коломбо тогда же основал так называемую Лигу за гражданские права американцев итальянского происхождения, утверждая, что его сын был арестован неправомерно. 29 июля того же года на митинг членов Лиги, объявленный «Днём итало-американского единства», пришло 15000 человек, в том числе несколько конгрессменов и известных актёров. Вице-президентом этой организации был один из его сыновей, Эндрю. В 1971 году он попытался заключить соглашение с Лигой евреев о совместной борьбе против дискриминации. 28 июня 1971 года, выступая на очередном собрании Лиги, Коломбо был тяжело ранен неизвестным молодым чернокожим, который успел трижды выстрелить ему в голову и шею, и которого тут же прикончили на месте. Предполагается, что тот действовал по приказу вышедшего в начале 1971 года из тюрьмы Джо Галло, который оставался врагом Коломбо. В то же время существует версия, что за покушением стояли люди из мафиозной семьи Гамбино.
Коломбо выжил, однако до конца жизни остался полностью парализованным и находился в коме. В 1975 году появились сообщения, что он может пошевелить двумя пальцами на руке, а в 1976 году он даже якобы пришёл в сознание и начал узнавать некоторых людей, но спустя два года он скончался от остановки сердца.